# Libyjská poušť
Libyjská poušť je africká poušť nacházející se v severní a východní části Sahary. Rozkládá se na území západního Egypta, východní Libye a severozápadní části Súdánu. Zabírá území přibližně 1 100 000 km². Je čtvercového tvaru o rozměrech asi 1 100 km od východu na západ a 1 000 km od severu na jih.

## Geografie

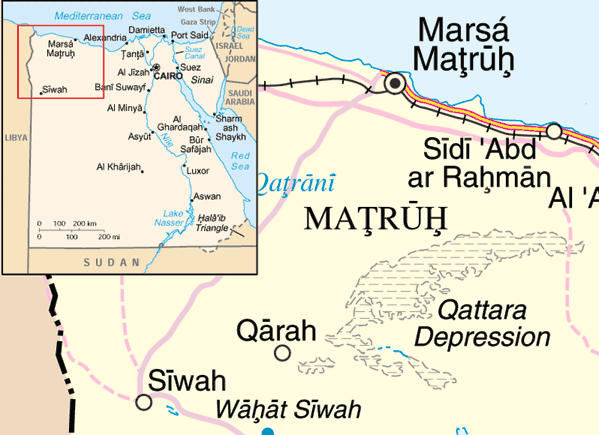
Poloha Katarské prolákliny

Povrch pouště je převážně kamenitý (tzv. hamada) s ostrými hřebeny a hlubokými proláklinami. Některé části pokrývají písečná moře. Nejvyšším místem pouště je náhorní plošina Džilf al-Kabír, která se nachází v jihozápadním Egyptě a má průměrnou výšku asi 900 a 1100 metrů nad mořem. V oblasti se nachází osm významných proláklin. Převážně se jedná o oázy, které jsou napájeny podzemní vodou z Nilu a představují jediná místa v poušti s trvalým lidským osídlením.

### Kattarská proláklina

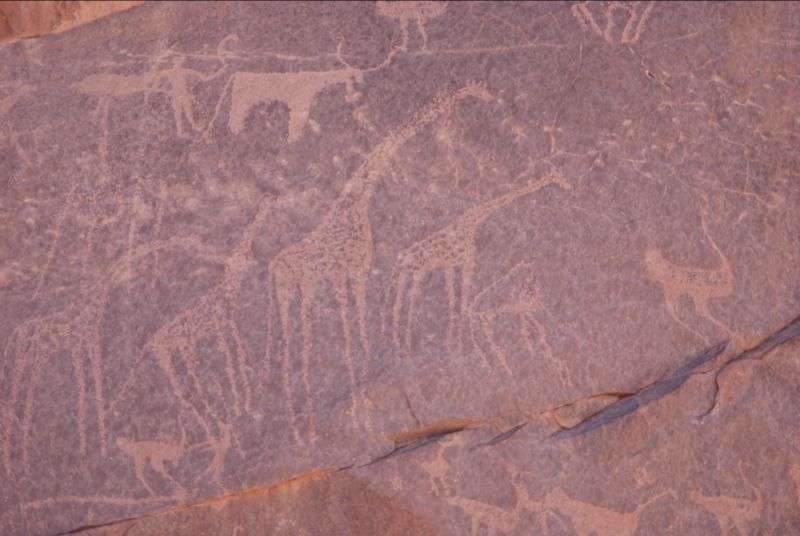
Skalní kresby z oblasti Džilf al-Kabír

Kattarská proláklina se rozkládá v severní části pouště na ploše asi 15 000 km². Větší část této plochy se nachází pod hladinou moře, přičemž nejnižší bod oblasti je 133 m pod mořskou hladinou. Řídce obydlená proláklina je pokrytá krajinou zvanou badlands, slanými bažinami a slanými jezery.

### Písečná moře
Oblasti písečných moří zabírají menší část rozlohy celé pouště, písečné duny zde často přesahují výšku 100 metrů. Mezi nejvýznamnější oblasti patří:
- Velké písečné moře
- písečné moře Calanscio
- písečné moře Ribiana

## Historie

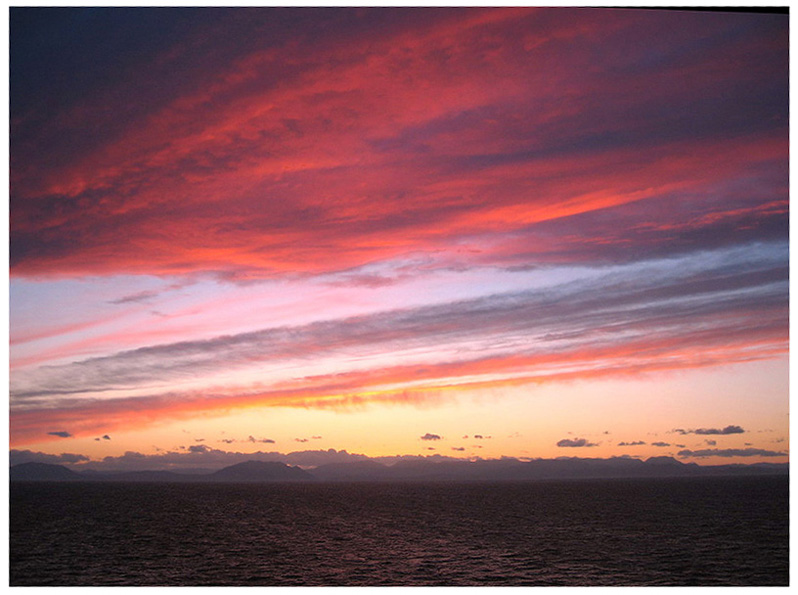
Libyjská poušť při západu slunce

Prvním Evropanem, který se pokusil o prozkoumání Libyjské pouště, byl v roce 1865 německý cestovatel Gerhard Rohlfs. Na základě poznatků z cesty vytvořil první nepříliš přesnou mapu oblasti. V roce 1923 vedl výpravu do Libyjské pouště Egypťan Ahmed Hassanein. Podařilo se mu prozkoumat značnou část pouště. V oblasti Uwainat objevil unikátní petroglyfy, pozůstatky po pasteveckých civilizacích obývajících tuto část Sahary.

## Fauna a flóra
Území je domovem mnoha druhů pouštních živočichů. Mezi ně patří například zmije písečná, štíři, sup mrchožravý, fenek berberský, šakal obecný, daman skalní a další.